# Cyperus tabina
Cyperus tabina là loài thực vật có hoa trong họ Cói. Loài này được Steud. ex Boeckeler mô tả khoa học đầu tiên năm 1868.